# Gotalândia
Gotalândia, mais conhecida em português pelo nome original Götaland  ( OUÇA A PRONÚNCIA), é uma das três grandes regiões históricas (landsdelar) em que se divide a Suécia  - a Norrland, a Svealand e a Götaland.
Abrange 22% da área do país, cerca de 1/5 da sua superfície, e tem uma população de 5 029 760 habitantes (2022), cerca de metade da população da Suécia.   
Ocupa a parte sul do país, fazendo divisa ao norte com a Svealand, através das florestas de Kolmården, Tiveden e Tylöskog.
Se subdivide em 10 províncias: Blekinge, Bohuslän, Dalsland, Escânia, Småland, Västergötland, Östergötland, Gotlândia, Halland e Olândia. Não tem função administrativa ou política, mas aparece na elaboração de estatísticas e nos boletins metereólogos da televisão e rádio.

## Etimologia e uso
O nome geográfico Götaland  deriva das palavras nórdicas götar (povo da região centro-sul da Suécia) e land   (terras, no plural), significando literalmente "Terras dos Götas". O termo está referido pela primeira vez como Gothalandom em 1384 e está presente de novo em 1442 na Lei Nacional de Cristóvão, sendo usado na expressão swea och gotha landh ("Terras dos Götas e Sveas"), e designando a então chamada landet sunnanskogs, em contraste com a designacão nordanskog usada para a região histórica da Svealand.
Em textos em português costuma ser usada a forma original Götaland, ocasionalmente transliterada para Gotaland, por adaptação tipográfica.

## Maiores cidades
As maiores cidades da Götaland são Gotemburgo, Malmö e Linköping.

| Cidade      | Província     | Fundação |
| ----------- | ------------- | -------- |
| Gotemburgo  | Västergötland | 1619     |
| Malmö       | Escânia       | 1250     |
| Linköping   | Östergötland  | 1287     |
| Helsingborg | Escânia       | 1085     |
| Norrköping  | Östergötland  | 1384     |
| Lund        | Escânia       | 990      |
| Borås       | Västergötland | 1622     |
| Växjö       | Småland       | 1342     |
| Jönköping   | Småland       | 1284     |
| Halmstad    | Halland       | 1307     |

## Património histórico, cultural e turístico
- Canal de Gota
- Casa de Glimminge
- Fortaleza de Carlsten
- Gotska Sandön
- Jardim Botânico de Gotemburgo
- Jardim Zoológico de Boras
- Lago de Hornborga
- Liseberg
- Muralhas de Visby
- Museu de Arte de Gotemburgo
- Porto Naval de Karlskrona
- Ponte de Öresund
- Scandinavium
- Sítios de arte rupestre de Tanum
- Stora Alvaret
- Universeum